# Баргерсвілл (Індіана)
Баргерсвілл (англ. Bargersville) — місто (англ. town) в США, в окрузі Джонсон штату Індіана. Населення — 9560 осіб (2020).

## Географія
Баргерсвілл розташований за координатами 39°32′36″ пн. ш. 86°9′41″ зх. д. / 39.54333° пн. ш. 86.16139° зх. д. (39.543417, -86.161498).  За даними Бюро перепису населення США в 2010 році місто мало площу 12,76 км², уся площа — суходіл. В 2017 році площа становила 48,46 км², уся площа — суходіл.

## Демографія
Згідно з переписом 2010 року, у місті мешкало 4013 осіб у 1492 домогосподарствах у складі 1055 родин. Густота населення становила 315 осіб/км².  Було 1692 помешкання (133/км²).
Расовий склад населення:
| - 95,6 % — білих - 1,1 % — чорних або афроамериканців - 1,0 % — азіатів - 0,3 % — корінних американців |

До двох чи більше рас належало 1,6 %. Частка іспаномовних становила 2,1 % від усіх жителів.
За віковим діапазоном населення розподілялося таким чином: 29,2 % — особи молодші 18 років, 63,1 % — особи у віці 18—64 років, 7,7 % — особи у віці 65 років та старші. Медіана віку мешканця становила 33,2 року. На 100 осіб жіночої статі у місті припадало 104,8 чоловіків;  на 100 жінок у віці від 18 років та старших — 101,2 чоловіків також старших 18 років.
Середній дохід на одне домашнє господарство  становив 91 782 долари США (медіана — 70 833), а середній дохід на одну сім'ю — 99 742 долари (медіана — 80 521). Медіана доходів становила 48 028 доларів для чоловіків та 38 947 доларів для жінок. За межею бідності перебувало 8,6 % осіб, у тому числі 9,8 % дітей у віці до 18 років та 0,0 % осіб у віці 65 років та старших.
Цивільне працевлаштоване населення становило 3128 осіб. Основні галузі зайнятості: освіта, охорона здоров'я та соціальна допомога — 19,3 %, виробництво — 18,4 %, науковці, спеціалісти, менеджери — 12,1 %, роздрібна торгівля — 11,6 %.